# Legado (novela)
Legado (Inheritance, en inglés) es el cuarto y último libro de la saga El legado, del autor Christopher Paolini, quien también escribió los primeros tres libros de la saga: Eragon, Eldest y Brisingr.

## Desarrollo
La saga El legado estaba originalmente planeada como una trilogía, sin embargo Paolini comunicó que durante el proceso de escritura, la longitud del tercer libro aumentó de más, por lo que la trama se dividiría en 2 partes, que serían publicadas independientemente. Debido a esto, muchos elementos y aspectos concluyentes de la trama que originalmente planeaban desvelarse en el tercer libro aparecerán en el cuarto.
La portada del cuarto libro ha sido diseñada por el artista, John Jude Palencar (que Paolini dedicó el nombre de un valle de Alagaesia, el valle de Palancar). Tal y como anunció Christopher sería de color verde igual que el dragón de la ilustración.
La fecha de lanzamiento en Estados Unidos fue el 8 de noviembre de 2011 con 2.5 millones de copias disponibles.
En España, Roca Editorial confirmó la fecha de lanzamiento para el 28 de noviembre de 2011, aunque en la Fnac y otras importantes tiendas salió el día 25.

## Argumento
El libro empieza con la toma de los Vardenos de la ciudad de Belatona. Durante la batalla, un soldado está a punto de asesinar a Saphira con la lanza Dauthdaert (una antigua arma creada para asesinar Dragones). Belatona cae rápidamente, y la raza de los Hombres Gato, encabezados por su rey Grimrr "Mediazarpa", forman alianza con los Vardenos. Esa misma noche, la hija de Elain nace con labio leporino. Eragon canta durante toda la noche en el idioma antiguo para curarla, cosa que consigue. Mientras tanto, Nasuada envía a Roran junto con varios de sus amigos de Carvahall y Carn, su amigo hechicero, a capturar Aroughs, al sur de Alagaesia.
Aroughs es finalmente sitiada por los Vardenos, aunque durante la toma, Roran es gravemente herido por una flecha en la espalda y Carn muere en una explosión producida en su lucha contra otro mago.
Roran vuelve con los Vardenos mientras estos avanzan hacia Dras Leona. Una vez allí, cuándo están a punto de entrar, aparecen Murtagh y Espina, que se quedan vigilando la puerta en los siguientes días. Mientras tanto, Eragon, durante el traslado de Belatona a Dras Leona, entrena duramente con Arya y con los demás Elfos con la espada. En una de esas luchas, su maestro dragón, Glaedr, que pese a que murió de cuerpo en Gil'ead sigue vivo en su corazón de corazones, se comunica con Eragon y con los demás Elfos por primera vez, y le enseña a profundizar en el arte de inmiscuirse en la mente de los demás. Los días pasan sin que los Vardenos tengan opción de entrar en la ciudad, y entonces Jeod encuentra en uno de sus libros un antiguo pasadizo que conduce al interior de Dras-Leona. Eragon, Arya, Wyrden (uno de los elfos que envía Islanzadí a proteger a Eragon, y uno de los mejores hechiceros de su raza), Angela y Solembum trazan una misión para atravesar el túnel y abrir la puerta de la ciudad a los Vardenos desde dentro. Durante la incursión, los soldados les encuentran y, mientras huyen de ellos, caen en unas trampas de los sacerdotes de Helgrind, donde Wyrden es asesinado.
Arya y Eragon son capturados por los sacerdotes de Helgrind, que les revelan que sus dioses son los Ra'zac, de los que poseen varios huevos. Cuando los Ra'zac recién nacidos de estos huevos están a punto de comerse a Eragon y a Arya, aparecen Angela y Solembum y les salvan, matando a las crías y a la mayoría de sacerdotes de Helgrind en el proceso. Mientras tanto, Saphira y Espina luchan, y Saphira consigue ahuyentar a Murtagh y a su dragón de la ciudad, permitiendo a los Vardenos hacerse con el control. Más tarde, esa noche, Murtagh vuelve y secuestra a Nasuada, llevándosela a Urû'Baen. En su ausencia, Eragon es proclamado líder de los Vardenos.
Eragon siente que su poder no es suficiente y que es imposible que derroque a Galbatorix, y entonces recuerda el consejo de Solembum. Habla con él, y el hombre gato le explica que su raza hizo un trato con alguien para que cuando llegara un jinete nuevo se lo contaran, pero a todos se les borró de la memoria con quién. En ese momento, Solembum tiene una alucinación y le dice la página del Domia Aby Wyrda donde viene la información. Eragon consulta el libro y lee que la Roca de Kuthian y la Cripta de las Almas están en Vroengard, la antigua isla de los Jinetes. Eragon, Saphira y Glaedr se dirigen hacía allí, dónde llegan después de muchísimas dificultades, entre ellas una gran tormenta y el ataque de una especie de serpiente o dragón marino gigante. Cuando llegan a Vroengard se dan cuenta de que tienen que pronunciar sus verdaderos nombres para entrar en la roca. Trabajan en sí mismos para averiguarlos, y, una vez lo han hecho, consiguen entrar en la roca. El camino les lleva por un pasadizo hasta que llegan a una sala en la que hay cientos de eldunarís y también cientos de huevos de Dragones. Umaroth, el dragón de Vrael, antiguo líder de los jinetes de dragón, les habla y les dice que esa cámara se creó para proteger a su raza una vez se vio lo poderoso que era Galbatorix. Glaedr y Oromis, pese a haber participado en su creación, no lo recordaban, ya que se pronunció un hechizo mediante el cual cualquiera que abandonara la roca no podría recordarlo. Umaroth también le cuenta a Eragon que ellos interfirieron para que el huevo de Saphira cayera en él, para que tuviera las visiones de Arya en Gil'ead y para que se le curara la espalda en la ceremonia del juramento de sangre. Eragon y Saphira se ven finalmente preparados para volver con los Vardenos a Urû-Baen para acabar con Galbatorix. Eragon se lleva consigo casi todos los eldunarís. Una vez abandonan la cueva, a todos se les olvida qué había dentro, aunque en el momento que muera Galbatorix lo volverán a recordar. 
Mientras tanto, Nasuada, prisionera en la capital, es torturada por Galbatorix a través de Murtagh con hierros candentes y luego con visiones en su mente para que se pase a su bando. Murtagh, cuando Galbatorix no está, va a verla, habla con ella, le pide perdón de corazón y le dice que la va a liberar de su prisión. 
Los vardenos llegan a Urû-Baen a la vez que Eragon, Saphira y el resto de eldunaris. Eragon reúne a Orrin, Islanzadí, Orik, Jörmundur, Roran, Nar Garzvog y Arya y les cuenta el plan que ha tenido, que trata de que, mientras los vardenos con Roran al frente atacan las murallas, él, junto con algunos compañeros, entrará a Uru Baen para enfrentarse a Galbatorix. 
Eragon, junto con Saphira, Arya, Blödgharm y los demás elfos, y Elva, junto con los eldunaris, avanzan hacia el interior de Urû-Baen. Tras sortear una multitud de trampas y evitar que los asesinaran con la ayuda de Elva, llegan a una última puerta, que era de oro. Cuando se disponen a abrirla, un hechizo inmoviliza a todos elfos menos a Arya, y les impiden avanzar. Los elfos desaparecen por un muro y los demás deciden entrar en el salón del trono. Nada más entrar, la puerta se cierra y aparece Galbatorix sentado en su trono. Les da la bienvenida. Sorprendentemente sabe que los eldunaris están con ellos, y también sabe que Elva está en el grupo, por lo que pronuncia un hechizo para silenciarla. Una vez ha hecho eso, les propone unirse a él y proclamarle lealtad en el idioma antiguo. Se niegan, y entonces Galbatorix les dice una palabra con la que atrapa a todos, ya que esa palabra es "la palabra", "magia" pero en idioma antiguo, con la que se puede controlar todos los hechizos que lanza cualquier mago.
Mientras tanto, Roran y los demás, junto con elfos, hombres gato, úrgalos y enanos luchan en la superficie de Uru Baen. De repente, aparece un gran grupo de humanos con el temible hombre en el que Galbatorix ha confiado la defensa de la ciudad, Lord Barst. Barst tiene junto a sí un eldunarí, lo que le hace muy poderoso. Luchan contra él, y Barst elimina a cientos de humanos, elfos, úrgalos y hombres gato personalmente, ya que su fuerza es brutal. Pelea con la reina de los elfos, Islanzadí, y la da muerte con el golpe de una maza en el cuello. En represalia, Roran trama un plan para acabar con él con la ayuda de elfos, úrgalos y enanos y lo consigue, aunque casi le cuesta la vida. Una vez es eliminado Lord Barst, todas las razas, con el noble Dätherd al mando de los elfos, consiguen ganar Uru Baen.
Entre tanto, Galbatorix obliga a Eragon a luchar con Murtagh para ver quien de los dos es el mejor. Eragon vence después de un intenso duelo, y es entonces cuándo se propone atacar a Galbatorix con la mente. Lo intenta junto con la fuerza de los otros dragones pero es inútil, ya que Galbatorix es demasiado poderoso. En ese momento, Murtagh se vuelve contra Galbatorix y le lanza la palabra hacia el. Aprovechando el momento, Eragon y los demás se liberan, y, mientras Espina, Saphira y Arya atacan a Shruikan, Eragon junto con los demás Dragones lanzan un hechizo indescriptible que provoca que Galbatorix se de cuenta de sus malas obras y que sufra todo el dolor que ha causado, Galbatorix empieza a gritar por esa agonía y ataca a Eragon con la espada, tras dejar inconsciente a Murtagh. Eragon y Galbatorix pelean duramente, y, finalmente, con el rey debilitado por la agonía del hechizo, Eragon clava a Galbatorix Brisingr en el estómago. Mientras tanto, Arya mata a Shruikan con la Dauthdert. En represalia, Galbatorix libera una gran cantidad de energía creando una explosión que destroza Urû Baen y muere. Sin embargo, tanto Eragon como los demás sobreviven a la explosión gracias a un hechizo protector. Finalmente, Galbatorix ha sido asesinado.
A Eragon se le trata a partir de ese momento como Asesino de Rey. Eragon y Saphira van a las afueras de la ciudad, dónde se encuentran Murtagh y Espina. Murtagh consiguió vencer el encantamiento que le tenía preso a Galbatorix gracias al amor que este sintió hacía Nasuada, ya que eso le provocó un cambio de nombre. Hablan y se despiden de ellos, ya que Murtagh le informan de que se van hacia el norte durante mucho tiempo para calmar su ira y su sed de venganza. También hablan con Glaedr y con el resto de los dragones.
Tras un breve enfrentamiento verbal con el Rey Orrin, Nasuada es elegida como nueva reina de Alagaesia. Como primera medida devuelve el nombre de Ilirea a Urû-Baen. Durante los siguientes meses, Eragon y Saphira viajan por todo el territorio liberando juramentos y buscando un lugar ideal para guardar todos los huevos y reconstruir a los jinetes. En esos meses no saben nada de Arya, que ha vuelto a Du Weldenvarden. 
Finalmente, Eragon se da cuenta de que para restablecer la orden de los Jinetes, debe de abandonar Alagaesia para dar un hogar a los futuros dragones que deben nacer, lejos de los enanos, los úrgalos y los hombres. En ese momento, le llega un mensaje de Arya que le dice que se reúna con el a medio camino entre el bosque de los Elfos e Ilirea. Cuando se encuentran, Arya aparece montada en un dragón verde. Le comunica a Eragon que el huevo que tenía Galbatorix le ha nacido a ella. Es un macho, y se llama Fírnen. Fírnen y Saphira se gustan de inmediato, lo cual causa un gran rubor en Eragon y Arya. También Arya le comunica a Eragon que ha sido nombrada reina de los elfos, y que por ellos no puede acompañarle en su nueva misión. Se declaran sus sentimientos el uno al otro, y Arya le dice a Eragon su verdadero nombre. Eragon hace lo mismo.
Antes de irse para siempre, Eragon y Saphira se despiden en Ilirea de Nasuada, Angela, Jeod, etcétera. También se despiden de Orik. Blodghärm y 8 elfos más les acompañaran al nuevo emplazamiento para cuidar de los eldunaris. También antes de partir Eragon convence a Roran y a Katrina, quien ha tenido ya a una preciosa niña llamada Ismira, de que vayan con él y con Arya a Ellesméra unos días. Eragon y Saphira se desvían de la trayectoria en el viaje, para pasar por el pueblo de los Úrgalos. Allí les comunican a las Herndall (las gobernantes de los Úrgalos) que van a realizar un hechizo con el que los dragones podrán tener también a un úrgalo como jinete de dragón y que deben realizar unos juegos para controlar su fogosidad. También se lo comunica a Orik. Tras una última parada en el Valle de Palancar, vuelan a Ellesmera. Allí, Eragon habla con Sloan, padre de Katrina, y le devuelve la vista, aunque su juramento sigue en pie: no puede mostrarse a Katrina ni a Roran. Tras ello, Eragon, Saphira, los elfos que les acompañaran en el viaje, y también Arya, Fírnen y Roran (aunque ellos solo les acompañaran hasta la costa) viajan hacia el este. Al llegar allí, Eragon se encuentra con que Orik le estaba esperando para despedirse de él. 
Pasan dos días con los enanos y, finalmente, se prepara para subir al barco que les llevará más allá. Se despiden por última vez de Roran, quien, solo en la orilla, grita de dolor. En el cielo, los dragones vuelan, proyectando su sombra sobre el barco que se desliza en el río. La visión que tuvo Eragon en el primer libro finalmente se ha cumplido.
Arya le dice a Eragon que debe irse, y tras unos momentos, monta en Firnen y vuela hacia el oeste. Eragon, con lágrimas en los ojos, se queda en la cubierta del barco, mientras observa como Arya, Roran, y todos aquellos a quienes ama se pierden en la lejanía; se da cuenta de que jamás los volverá a ver. Eragon se siente abrumadoramente solo.
Mientras se encuentra ensimismado en estos pensamientos, Saphira le recuerda que ella marcha al exilio junto a él; se tendrán el uno al otro hasta la muerte. Mientras estén juntos, podrán sobrellevar el eterno dolor de la soledad. Y un minúsculo, pero incandescente destello de esperanza brota en el alma de Eragon, pues finalmente ha comprendido su destino: para que el mundo pueda vivir y morir en felicidad, él ha de sacrificar la suya propia, abandonando Alagaësia para nunca más volver.

## Personajes
- Eragon: El protagonista del libro y compañero de Saphira.
- Saphira: Dragona azul de Eragon. Es pareja de Firnen.
- Arya: Embajadora de los elfos e hija de la reina Islanzadi. Posteriormente se hace reina.
- Firnen: Dragon verde de Arya. Además es pareja de Saphira.
- Murtagh: Es el medio hermano de Eragon, ya que tienen la misma madre. Es compañero de Espina.
- Espina: Dragón de Murtagh. Es de color Rojo.
- Galbatorix: El malvado rey de Alagaësia. Es el antagonista del libro.
- Shruikan: Dragón negro de Galbatorix. No es su verdadero dragón, ya que el verdadero murió.
- Oromis: Maestro de Eragon. Solo se menciona. Ya que murió en el libro pasado.
- Glaedr: Dragón de Oromis. Es de color dorado. Al igual que Oromis murió. Así que sólo sale su eldunari.
- Brom: Primer maestro de Eragon. Solo se menciona ya que murió en el primer libro. Padre de Eragon
- Selena: Madre de Eragon. Solo se menciona.
- Orik: Rey de los enanos y además hermano adoptivo de Eragon.
- Islanzadí: Antigua reina de los elfos. Murió en la batalla final.
- Roran: Es primo de Eragon. Le llaman Martillazos.
- Katrina: Es la esposa de Roran. Tiene una hija con él.
- Sloan: Padre de Katrina. No tiene vista hasta que al final Eragon se la devuelve.
- Jeod: Amigo de Brom, ayuda a Roran a llegar a Surda, y le da a Eragon un libro muy importante en la Historia.
- Nasuada: Líder de los vardenos, e hija del antiguo líder. Se hace reina de Alagaësia.
- Orrin: Es el rey del país Surda.
- Garzhvog: Es el líder de los úrgalos.
- Elva: niña con poderes para sentir el dolor de los demás.
- Ángela: herbolaria, poderosa y misteriosa maga.
- Solembum: hombre-gato, siempre acompaña a Ángela.

Paolini asegura no dejar de lado el mundo de Alagaesia que tanto le ha costado crear (lo dice en los agradecimientos) y asegura desvelar muchos de los misterios que se han dejado sin resolver y dejándonos con un cierre de un mundo de fantasía, pero la leyenda nunca muere.
- Datos: Q60672